# Zhané
Zhané – amerykański zespół muzyczny tworzący na pograniczu R&B, soul oraz hip-hop, szczególnie znany z "Hey, Mr. D.J.", a także z "Groove Thing" oraz "Sending My Love". Już za sprawą swojego pierwszego albumu (Pronounced Jah-Nay) wydanego w 1993 Zhané zapewnił sobie długotrwałą popularność na całym świecie.

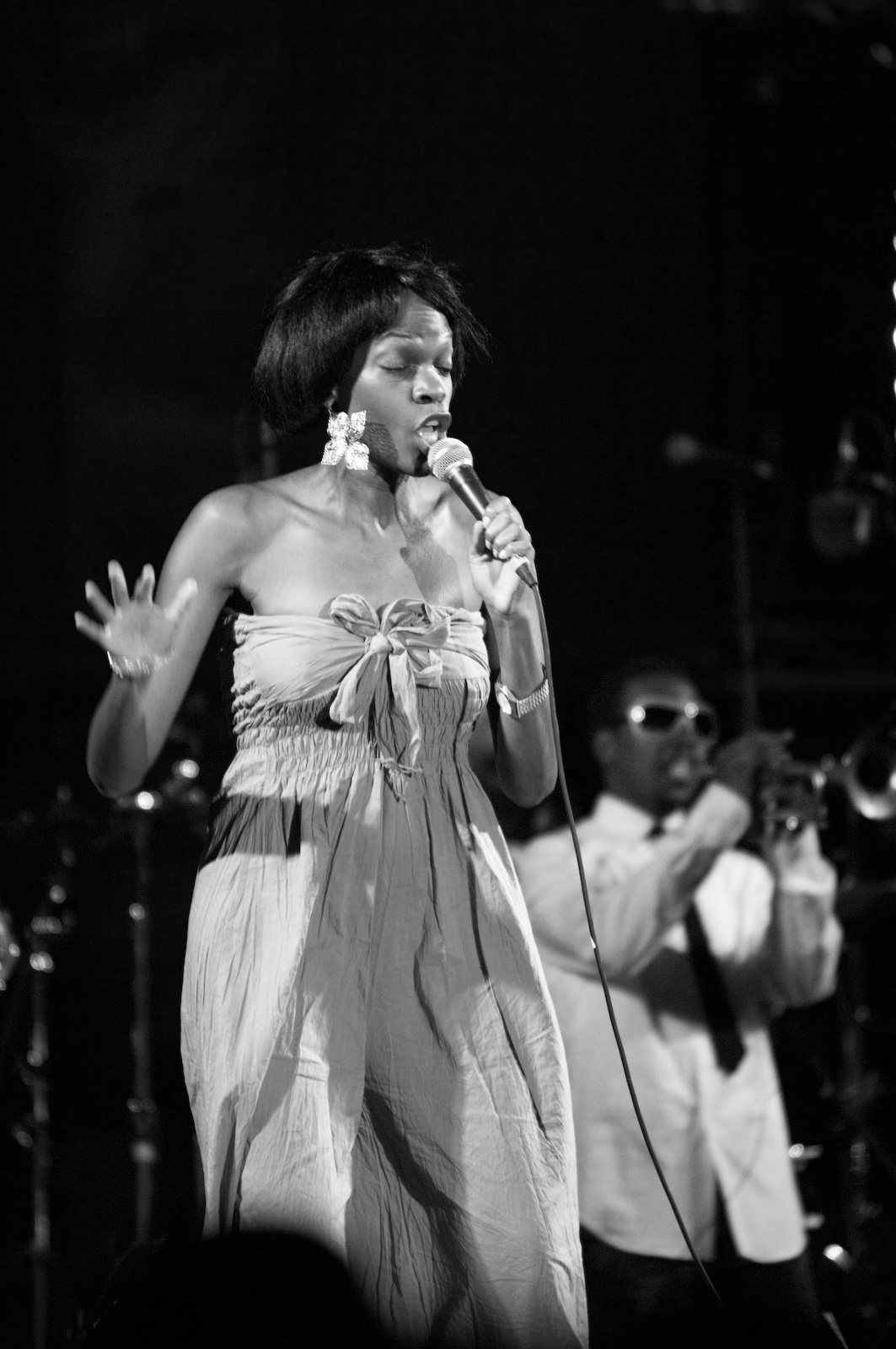
Renee Neufville 2009
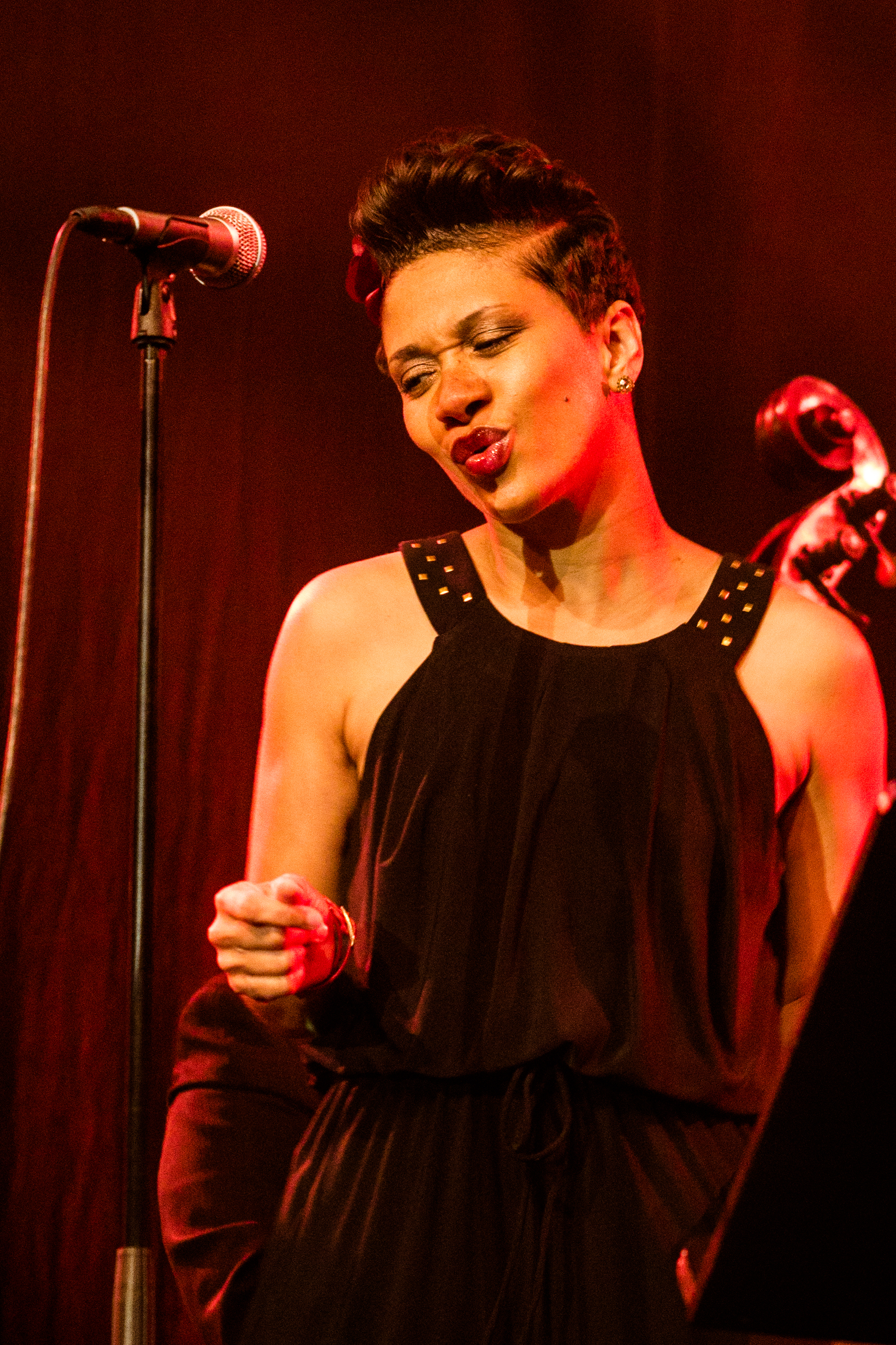
Jean Baylor 2015